# Rezerwat przyrody Ławice Kiełpińskie
Rezerwat przyrody Ławice Kiełpińskie – faunistyczny rezerwat przyrody położony w województwie mazowieckim, na granicy Warszawy.

## Opis

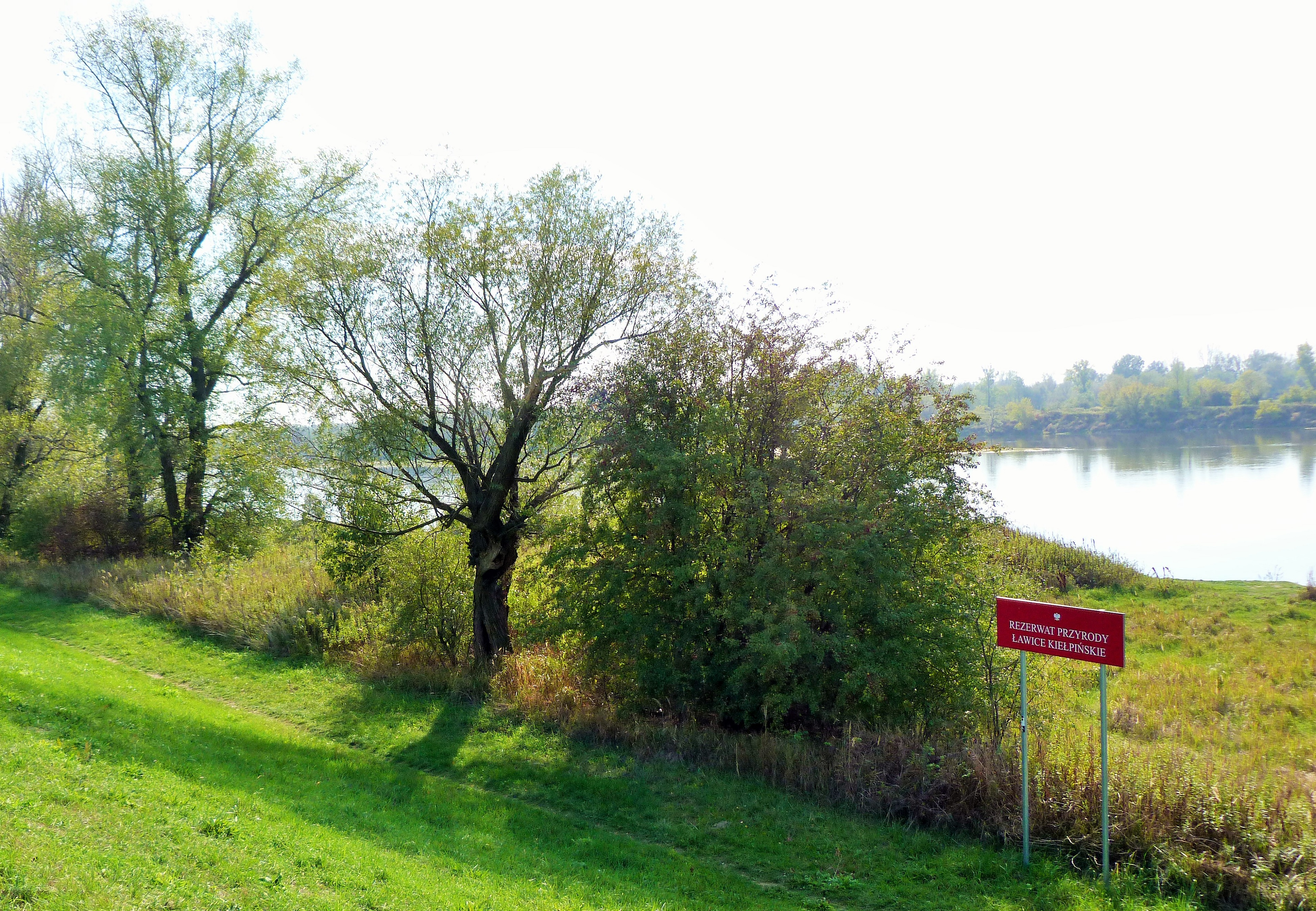
Widok na rezerwat od strony Białołęki

Rezerwat obejmuje obszar wysp, piaszczystych łach oraz wód płynących i brzegów rzeki Wisły w granicach gmin: Łomianki (328,1683 ha), Jabłonna (387,671 ha) oraz dzielnicy Warszawy Białołęka (88,2674 ha). Powstał dzięki staraniom Ogólnopolskiego Towarzystwa Ochrony Ptaków.
Rezerwat został utworzony w 1998 rozporządzeniem Ministra Ochrony Środowiska, Zasobów Naturalnych i Leśnictwa z 23 grudnia 1998. Przedmiotem ochrony są miejsca gniazdowania ptactwa wodno-błotnego, szczególnie kolonie gniazdowe rybitwy białoczelnej, a także miejsca lęgowe mewy śmieszki, mewy pospolitej, rybitwy rzecznej, sieweczki rzecznej, sieweczki obrożnej, brodźca piskliwego, tracza nurogęsia i zimorodka.

## Uwarunkowania
Na terenie rezerwatu obowiązują liczne zakazy, w tym m.in. zakaz poruszania się, palenia ognisk poza miejscami do tego przeznaczonymi, zakaz wjazdu pojazdów, biwakowania, zakłócania ciszy, wprowadzania psów, pływania i połowu ryb..  